# Équitation handisport
L'équitation handisport regroupe des disciplines des sports équestres. La compétition d'équitation handisport s’est développée à partir des années 1970 pour les handicapés visuels, moteurs ou mentaux. L'équitation handisport se pratique aussi dans le cadre de nombreuses associations où des moniteurs et accompagnateurs bénévoles sont présents afin d'assurer la sécurité de chacun. L’équitation est aussi un moyen de déplacement et un sport de loisir qui permet de faire des randonnées. Il convient de s'assurer que l'encadrement soit adapté et sécurisé et que les techniques soient conformes à chaque type de handicap.
Pour les grands handicaps, il existe l'équimobile ou l'hippomobile qui sert à monter plus facilement sur le cheval, quand le cavalier est seul ou accompagné. Quand les personnes ont des handicaps moteurs, elles peuvent monter en amazone avec une selle adaptée permettant d'avoir les deux jambes du même côté du cheval.
Le para équestre est pour la première fois inscrite au programme des jeux mondiaux de 2010.
Au niveau international c'est la Fédération équestre internationale (FEI) qui est la fédération de référence. En France, la Fédération française d'équitation a reçu délégation le 31 décembre 2016 du ministère des Sports pour organiser la pratique de l'équitation handisport.

## Règles
L’équitation handisport respecte les règles établies par la Fédération équestre internationale, modifiées par le Comité international équestre paralympique pour tenir compte du handicap des cavaliers.
Le cavalier doit porter un costume qui comporte un casque de protection. Depuis 2002 en compétitions internationales, le cavalier concourt avec son propre cheval.
L’épreuve individuelle de dressage comprend un programme imposé, avec des figures imposées (pas, trot ou galop), et un programme libre, plus artistique et réalisé en musique. Les juges donnent une note comprise entre 0 et 10.
L’épreuve par équipe de dressage comprend un programme imposé effectué par deux ou trois athlètes, dont au moins un de la catégorie I ou II.
Les adaptations varient en fonction du handicap. Une selle et des rênes adaptées peuvent parfois suffire. Dans d'autres cas, pour les déficients visuels par exemple, des aides sonores peuvent être proposées.

## Classification des handicaps
Les cavaliers sont catégorisés par « grade » selon leur niveau de handicap, :
| Catégorie | Observations |
| --------- | --- |
| Grade I   | Cavalier avec des troubles moteurs très importants entraînant des difficultés d'équilibre et de coordination. Technique : les reprises se déroulent au pas uniquement. Le cavalier peut utiliser des aides approuvées pour les aider à rester sur le cheval et à le conduire.                       |
| Grade II  | Cavalier avec des troubles moteurs importants, notamment des paralysies sur différents segments du corps. Technique : les reprises se déroulent au pas et au trot en ligne droite. |
| Grade III | Cavalier atteint de déficience unilatérale ou d'amputation importante (déficiences au niveau du torse et des jambes ou sur un côté de leur corps). Technique : les reprises se déroulent au pas, au trot et éventuellement un petit galop.                                                          |
| Grade IV  | Cavalier atteint de déficience unilatérale modérée ou de perte totale de la vue. Technique : les reprises se déroulent au pas, trot et galop avec des mouvements latéraux. Les cavaliers peuvent faire des cercles.                                                                                 |
| Grade V   | Cavalier avec une déficience d'un ou deux membres seulement, ou un certain degré de déficience visuelle. Technique : les reprises se déroulent au pas, trot et galop avec des mouvements latéraux. Le cavalier est capable d'effectuer des mouvements et des routines complexes à tous les rythmes. |

En équitation, les hommes et les femmes concourent ensemble.

## Compétition
La première compétition d’équitation handisport a eu lieu à New York en 1984.
L’équitation est devenu un sport officiel aux Jeux paralympiques de 1996 à Atlanta. Elle comporte uniquement des épreuves de dressage. Dans cette discipline, le gagnant et son cheval deviennent tous les deux médaillés olympiques.
Il y a des saisons sportives qui se nomment "Para-dressage". Elles sont composées de cavaliers du Grade I et du Grade II.
Cela rassemble les couples en fonction de leurs performances sportives.

### Dressage
Jose Letartre, encadré par l'entraineur national Fabrice Bossuyt, est actuellement le seul cavalier français ayant un titre de champion du monde (Aarhus en 1999)
Dans les reprises de dressage handisport il y a des grades pour les clubs et les amateurs, il n'y a pas de pro élite

### Concours de saut d'obstacles
En France, c'est Rémi Barrière qui est à l'origine des premières épreuves officielles handisports de saut d'obstacles (CSO). Dès 2002, il a su convaincre les organisateurs du CSI de Bordeaux d'intégrer des épreuves handisports dans le programme des épreuves valides.
L'importante médiatisation (reportages TV, radio et nombreux articles dans la presse quotidienne régionale et la presse spécialisée) qu'a générée le CSI de Bordeaux (seule étape de la Coupe du monde valide), a permis de faire découvrir la discipline au grand public, ainsi qu'au milieu équestre. On peut aussi noter l'implication de certains grands cavaliers internationaux qui, à l'instar de Michel Robert guidant la cavalière non-voyante Lætitia Bernard, ont soutenu le mouvement handisport.
L'exemple de Bordeaux a permis d'ouvrir les discussions avec d'autres grands concours, pour aboutir en 2007 à la création du circuit Coupe de France.
En 2008, la première étape s'est tenue au Parc d’équitation du Château Bleu, situé à Tremblay-en-France (Seine-Saint-Denis). Elle a pris forme à travers l'événement Cap Hunter.
Cette manifestation originale, s’articule autour d’un concours hippique sur la base de la discipline fédérale du « Hunter » et regroupe cavaliers valides et handicapés autour de 4 types d’épreuves :
- des épreuves valides de hunter,
- une épreuve handisport de hunter,
- des épreuves handisports de saut d’obstacles,
- une épreuve « mixte » de saut d’obstacles en relais associant un cavalier du club, un des meilleurs cavaliers français handisport, un des meilleurs cavaliers français de hunter.

À travers Cap Hunter, le Parc d’équitation du Château Bleu accueille la première des sept étapes de la Coupe de France et intègre le seul circuit national de compétitions handisports de saut d’obstacles au monde, aux côtés des plus prestigieux concours hippiques français que sont La Baule, Equita’Lyon ou encore Deauville.